# Saint-Étienne-sous-Bailleul
Saint-Étienne-sous-Bailleul és un municipi francès situat al departament de l'Eure i a la regió de Normandia. L'any 2007 tenia 370 habitants.

## Demografia

### Població
El 2007 la població de fet de Saint-Étienne-sous-Bailleul era de 370 persones. Hi havia 128 famílies de les quals 12 eren unipersonals (8 homes vivint sols i 4 dones vivint soles), 28 parelles sense fills, 68 parelles amb fills i 20 famílies monoparentals amb fills.
La població ha evolucionat segons el següent gràfic:
Habitants censats

### Habitatges
El 2007 hi havia 148 habitatges, 128 eren l'habitatge principal de la família, 14 eren segones residències i 5 estaven desocupats. 146 eren cases i 2 eren apartaments. Dels 128 habitatges principals, 113 estaven ocupats pels seus propietaris, 10 estaven llogats i ocupats pels llogaters i 5 estaven cedits a títol gratuït; 1 tenia una cambra, 3 en tenien dues, 7 en tenien tres, 50 en tenien quatre i 67 en tenien cinc o més. 107 habitatges disposaven pel capbaix d'una plaça de pàrquing. A 42 habitatges hi havia un automòbil i a 79 n'hi havia dos o més.

### Piràmide de població
La piràmide de població per edats i sexe el 2009 era:
| Homes | Edats   | Dones |
| ----- | ------- | ----- |
| 0     | 95 o +  | 1     |
| 0     | 90 a 94 | 0     |
| 3     | 85 a 89 | 0     |
| 2     | 80 a 84 | 0     |
| 3     | 75 a 79 | 5     |
| 2     | 70 a 74 | 2     |
| 3     | 65 a 69 | 2     |
| 6     | 60 a 64 | 5     |
| 6     | 55 a 59 | 5     |
| 16    | 50 a 54 | 15    |
| 15    | 45 a 49 | 12    |
| 14    | 40 a 44 | 14    |
| 14    | 35 a 39 | 14    |
| 15    | 30 a 34 | 15    |
| 9     | 25 a 29 | 13    |
| 12    | 20 a 24 | 5     |
| 12    | 15 a 19 | 10    |
| 11    | 10 a 14 | 14    |
| 13    | 5 a 9   | 12    |
| 16    | 0 a 4   | 11    |

## Economia
El 2007 la població en edat de treballar era de 241 persones, 184 eren actives i 57 eren inactives. De les 184 persones actives 169 estaven ocupades (94 homes i 75 dones) i 15 estaven aturades (10 homes i 5 dones). De les 57 persones inactives 17 estaven jubilades, 20 estaven estudiant i 20 estaven classificades com a «altres inactius».

### Ingressos
El 2009 a Saint-Étienne-sous-Bailleul hi havia 136 unitats fiscals que integraven 403,5 persones, la mediana anual d'ingressos fiscals per persona era de 19.811 €.

### Activitats econòmiques
Dels 13 establiments que hi havia el 2007, 2 eren d'empreses alimentàries, 1 d'una empresa de fabricació d'altres productes industrials, 5 d'empreses de comerç i reparació d'automòbils, 1 d'una empresa d'informació i comunicació, 1 d'una empresa immobiliària i 3 d'empreses de serveis.

## Equipaments sanitaris i escolars
El 2009 hi havia una escola elemental.

## Poblacions més properes
El següent diagrama mostra les poblacions més properes.